# Ryszard Kulm
Ryszard Kulm (ur. 1921 w Lublinie, zm. 1992 w Poznaniu) – polski projektant wnętrz i biżuterii, scenograf teatralny.

## Życiorys
Studia rozpoczął w Lubelskiej Szkole Malarstwa i Rysunku podczas okupacji hitlerowskiej. W 1944 zadebiutował podczas ogólnopolskiej wystawy malarstwa i rysunku w Muzeum Lubelskim. W 1946 przeniósł się wraz z żoną Marią do Szczecina. Był współorganizatorem tamtejszego środowiska związkowego plastyków. Projektował również scenografie dla szczecińskiego Teatru Polskiego. W 1951 małżeństwo przeprowadziło się do Poznania. Kulm projektował tu wnętrza i wystawy, głównie dla Międzynarodowych Targów Poznańskich (m.in. w ramach "Zespołu 22"). Należał do Grupy EF (Eksperyment-Forma). W tych czasach zaprojektował m.in.:
- dekoracje na piknik mickiewiczowski w setną rocznicę śmierci poety,
- miasteczko młodzieży poznańskiej na V Światowy Festiwal Młodzieży i Studentów w Warszawie (1955) – dwie pierwsze nagrody za scenografię i kostiumy,
- wystrój oraz plakat Wystawy Produkcji i Postępu Technicznego Krajowego Związku Spółdzielni Sprzętu Medycznego w salach Teatru Narodowego w Warszawie (1959),
- uniwersalny projekt stoiska wystawowego, które mogło być też przystankiem komunikacji zbiorowej lub punktem informacyjnym (1959-1962)[1].

Był projektantem wnętrz lokali usługowych oraz handlowych na terenie Poznania, m.in.: ekspozytury banku PEKAO (Stary Rynek 82), salonu kosmetycznego w Okrąglaku (VII pietro), czy przebudowy kina „Muza” wraz z projektem neonu (1964). Projektował też meble, opakowania, zabawki, lampy, użytkując modne podówczas tworzywa sztuczne i wiklinę. 
Od 1965, kiedy Maria uzyskała uprawnienia do prac artystycznych, Kulmowie poświęcili się wyłącznie projektowaniu biżuterii. W początkowym okresie, do 1976 tworzyli głównie w miedzi. Ta biżuteria ma płaski, geometryczny kształt, bywa urozmaicana drobnymi wisiorkami z łańcuszków, kuleczek i spirali. Powierzchnia jest zdobiona fakturowaniem i patynami, kolorystyka jest niekiedy wzbogacana żywicami syntetycznymi. Formy dekorowane są kamieniami półszlachetnymi, bursztynem, ale także drewnem i otoczakami. Z tego okresu pochodzi również kolekcja wisiorów i klipsów z tworzyw sztucznych w kontrastujących kolorach czerni i bieli. Od 1976 artyści skupili się na srebrze. Formy nabrały przestrzennego charakteru, pojawiły się kompozycje ażurowe z giętkich drutów, linie stały się płynne i asymetryczne. Oprócz kamieni półszlachetnych i bursztynu wykorzystywana była masa perłowa, czasem stosowano emalie. Te kompozycje miały charakter organiczny, inspirowany naturą i nawiązujący niekiedy do sztuki secesyjnej. Od lat 80. Kulmowie ponownie zwrócili się ku prostszym, zgeometryzowanym formom. Charakteryzowały się one bogatym reliefem i fakturowaniem, popękanymi płaszczyznami.
Swoją biżuterię Kulmowie prezentowali w galerii autorskiej przy Starym Rynku w Poznaniu, a także w Polsce i za granicą na 18 wystawach indywidualnych i 13 wystawach zbiorowych.

## Życie prywatne
Był ojcem Jacka Kulma (ur. 1943 w Lublinie) – fotografika.